# Anita Lochner
Anita Lochner (* 24. April 1950 in Frankfurt am Main) ist eine deutsch-US-amerikanische Schauspielerin, Synchronsprecherin und Übersetzerin.

## Leben
Anita Lochner ist amerikanische Staatsbürgerin und die Tochter von Robert H. Lochner, einem gebürtigen Amerikaner, der in Deutschland aufwuchs und als Journalist und Dolmetscher tätig war (1963 brachte er Kennedy den historischen Satz „Ich bin ein Berliner“ bei). Ihr Großvater mütterlicherseits ist der Maler Armin Stern (1883–1944). Durch die Arbeit ihres Vaters verbrachte sie ihre Kindheit in den USA und in Asien, bis die Familie 1961 nach West-Berlin kam. Dort besuchte Anita Lochner das Französische Gymnasium.
Nach dem Baccalauréat studierte sie vier Semester Theaterwissenschaft an der Freien Universität Berlin. Anschließend besuchte sie fünf Semester lang die Max-Reinhardt-Schule in Berlin. Als Schauspielerin feierte Lochner Erfolge auf den Bühnen in Zürich, Salzburg, Hamburg, Frankfurt am Main und Berlin. 1974 spielte sie in Die Macht der Gewohnheit von Thomas Bernhard bei den Salzburger Festspielen. Vor der Kamera stand sie für die Filme Deep End (1970), Und der Regen verwischt jede Spur (1972), Das Brot des Bäckers (1976) und für drei Folgen der Reihe Tatort.
In Kinofilmen ist Anita Lochner als „deutsche Stimme“ von Isabelle Adjani und Miou-Miou zu hören. Zudem synchronisierte sie in GoldenEye (1995) und den folgenden drei James-Bond-Filmen Samantha Bond in der Rolle der Miss Moneypenny. Seit 1999 arbeitet sie als Übersetzerin in den Bereichen Theater, Film und Fernsehen.
Lochner war bis zu dessen Tod 1979 die Lebensgefährtin des Schauspielers Harry Meyen.

## Filmografie (Auswahl)

### Schauspielerin
- 1970: Deep End
- 1971: Der erste Frühlingstag
- 1972: Und der Regen verwischt jede Spur
- 1972: Pater Brown – Das Hundeorakel  (TV-Reihe)
- 1972: Gran Canaria
- 1973: Black Coffee (Fernsehfilm)
- 1973: Tatort: Das fehlende Gewicht
- 1973: Sonderdezernat K1 – Kassensturz nach Mitternacht
- 1973: Dem Täter auf der Spur (Fernsehserie) – Blinder Hass
- 1973: Zwischen den Flügen (ZDF-Serie)
- 1974: Der Monddiamant (Fernsehfilm)
- 1975: Derrick: Der Tag nach dem Mord
- 1976: Das Brot des Bäckers
- 1977: Die Dämonen
- 1981: Der lebende Leichnam (Fernsehfilm)
- 1981: Die kluge Witwe
- 1983: Tatort: Fluppys Masche
- 1984: Die Krimistunde (Fernsehserie, Folge 9: „Ein Weg zum Erfolg“)
- 1985, 1989: Ein Heim für Tiere (Fernsehserie, 2 Folgen)
- 1986: Tatort: Tödliche Blende
- 1987–1988: Die Schwarzwaldklinik (Fernsehserie, 4 Episoden)
- 1988: Der Commander
- 1989: Die Männer vom K3: Der Mann im Dunkeln
- 1991: Der Landarzt (Serie)
- 1996: Ein Fall für zwei – Der Köder

### Synchronsprecherin
Miou-Miou
- 1991: Rückkehr eines Toten als Brigitte
- 1993: Germinal als Maheude
- 1995: Die Diplomatin als Michèle Rouannet
- 1996: Wo geht’s zur Hochzeit meiner Frau? als Joanna Martin
- 1997: Eine Saubere Affäre als Nicole Kunstler
- 1997: Die Schwächen der Frauen als Eva
- 2000: Alles bestens (wir verschwinden) als Laure
- 2003: Die Spur führt in die Hölle als Eva Lorca
- 2004: Eine französische Hochzeit als Gabrielle
- 2007: Cycles als Judith Rosenfeld
- 2012: Mademoiselle Populaire als Madeleine Échard

#### Filme
- 1984: Für Joan Chandler in Cocktail für eine Leiche als Janet Walker
- 1987: Für Elizabeth Hartman in Ein Mann wie Hiob als Sinaida
- 1988: Für Isabelle Adjani in Camille Claudel als Camille Claudel
- 1989: Für Geneviève Page in Eine wunderbare Liebe als Donata
- 1990: Für Marsha Mason in Stella als Janice Morrison
- 1992: Für Evelyn Brent in Ein ausgefuchster Gauner als Francine
- 1992: Für Trish Van Devere in Columbo: Mord in eigener Regie als Katherine „Kay“ Freestone
- 2006: Für Charlotte Maier in Der rosarote Panther als Instruktorin

#### Serien
- 1975: Für Nicola Pagett in Das Haus am Eaton Place als Elizabeth Bellamy (1. Stimme)
- 1985: Für Penny Peyser in Die Blauen und die Grauen als Emma Geyser
- 1985–1986: Für Ali MacGraw in Der Denver-Clan als Lady Ashley Mitchell
- 1993: Für Dana Delany in Wild Palms als Grace Wyckoff
- 2006–2007/2012/2015: Für Kate Burton in Grey’s Anatomy als Ellis Grey

## Auszeichnungen
- 1988: Hersfeld-Preis[2]